# Velký Valtinov
Velký Valtinov är en ort i Tjeckien. Den ligger i den norra delen av landet, 80 km norr om huvudstaden Prag. Velký Valtinov ligger 313 meter över havet och antalet invånare är 176.
Terrängen runt Velký Valtinov är platt åt sydväst, men åt nordost är den kuperad.Runt Velký Valtinov är det ganska tätbefolkat, med 104 invånare per kvadratkilometer. Närmaste större samhälle är Česká Lípa, 15,3 km väster om Velký Valtinov. Omgivningarna runt Velký Valtinov är en mosaik av jordbruksmark och naturlig växtlighet.